# Centro de Orquídeas de Arona
El Centro de Orquídeas de Arona es un parque temático de plantas de gestión privada, que se encuentra en Arona, Tenerife, comunidad autónoma de Canarias, España.

## Localización
El Centro de las Orquídeas se encuentra ubicado en Municipio de Arona Valle San Lorenzo, en la calle Virtud, n.º 33. Tenerife, España. Saliendo del Valle San Lorenzo en dirección de San Miguel primera calle bajando 300 m después del puentito que encuentras al salir del Valle San Lorenzo.
El horario de apertura es de lunes, miércoles Y jueves de 10ºº a 16ºº y sábado de 10ºº a 14ºº.

## Colecciones
Entre sus colecciones destacan:
- Posee una colección de más de 100 especies de orquídeas de todo el mundo, con especies tipo y cultivares.

Exposición de Orquídeas, plantas Carnívoras, Tillandsias, Bromelias y otras Plantas.